# Palaeosia reticulata
Palaeosia reticulata är en fjärilsart som beskrevs av Rothschild. Palaeosia reticulata ingår i släktet Palaeosia och familjen björnspinnare. Inga underarter finns listade i Catalogue of Life.